# 塞赖娜·弗里德利
塞赖娜·弗里德利（德語：Seraina Friedli；1993年3月20日—），瑞士女子足球运动员，司职守门员，目前效力于皇家安德莱赫特体育俱乐部和瑞士国家女子足球队。她曾代表瑞士参加2022年欧洲女子足球锦标赛和2023年国际足联女子世界杯等多场国际赛事。